# Philonotis papillarioides
Philonotis papillarioides là một loài rêu trong họ Bartramiaceae. Loài này được Müll. Hal. Paris mô tả khoa học đầu tiên năm 1897.